# Ryan Cairns
Ryan Cairns (Harare, 14 februari 1984) is een Zimbabwaans golfprofessional. Hij debuteerde in 2007 op de Sunshine Tour.

## Loopbaan
Voordat Sefatsa een golfprofessional werd in 2005, was hij een goede golfamateur en won drie golftoernooien. In mei 2012 behaalde hij op de Sunshine Tour zijn eerste profzege door de Vodacom Origins of Golf Tour op Simola te winnen. Hij won toen de play-off van Vaughn Groenewald. Tussendoor was hij ook actief op de Canadese PGA Tour.

## Prestaties

### Aamateur
- 2002: African Junior Challenge (Kenia) en Mashonoland Amateur (Zimbabwe)
- 2005: Southern Cape Closed Championship

### Professional
Sunshine Tour
| Nr. | Datum       | Toernooi                              | Score        | Score | Info                                  |
| --- | ----------- | ------------------------------------- | ------------ | ----- | ------------------------------------- |
| 1   | 11 mei 2012 | Vodacom Origins of Golf Tour (Simola) | 71-68-62=201 | –15   | Won de play-off van Vaughn Groenewald |

Big Easy Tour
- 2012: Sunshine Big Easy Tour (Observatory Golf Club)